# Béla Glattfelder
Dans le nom hongrois Glattfelder Béla, le nom de famille précède le prénom, mais cet article utilise l’ordre habituel en français Béla Glattfelder, où le prénom précède le nom.
Béla Glattfelder, né le 4 mai 1967 à Budapest, est un homme politique hongrois, député européen de 2004 à 2014. Il est membre du Fidesz-Union civique hongroise.

## Biographie
Il est élu député européen lors des élections européennes de 2004 et est réélu en 2009.
Au cours de la 7e législature au parlement européen, il siège au sein du groupe du Parti populaire européen, dont il est membre du bureau depuis le 12 juillet 2012. Il est membre de la commission de l'agriculture et du développement rural.